# WTA Wien
Das WTA Wien (zuletzt offiziell: Wien Energie Grand Prix) war ein Damen-Tennisturnier der WTA Tour, das in der österreichischen Hauptstadt ausgetragen wurde.
Offizielle Namen des Turniers:
- 1979: Bancroft Trophy
- 2001: Uniqa Grand Prix
- 2002–2004: Wien Energie Grand Prix

## Siegerliste

### Einzel
| Jahr | Siegerin                  | Finalgegnerin     | Ergebnis       |
| ---- | ------------------------- | ----------------- | -------------- |
| 1979 | Chris Evert-Lloyd         | Caroline Stoll    | 6:1, 6:1       |
| 2001 | Iroda Toʻlaganova         | Patty Schnyder    | 6:3, 6:2       |
| 2002 | Anna Smaschnowa           | Iroda Toʻlaganova | 6:4, 6:1       |
| 2003 | Paola Suárez              | Karolina Šprem    | 7:60, 2:6, 6:4 |
| 2004 | Anna Smaschnowa-Pistolesi | Alicia Molik      | 6:2, 3:6, 6:2  |

### Doppel
| Jahr | Siegerinnen                      | Finalgegnerinnen              | Ergebnis      |
| ---- | -------------------------------- | ----------------------------- | ------------- |
| 1979 | Dianne Fromholtz Marise Kruger   | Ilana Kloss Betty-Ann Stuart  | 3:6, 6:4, 6:1 |
| 2001 | Paola Suárez Patricia Tarabini   | Vanessa Henke Lenka Němečková | 6:4, 6:2      |
| 2002 | Petra Mandula Patricia Wartusch  | Barbara Schwartz Jasmin Wöhr  | 6:2, 6:4      |
| 2003 | Li Ting Sun Tiantian             | Yan Zi Zheng Jie              | 6:3, 6:4      |
| 2004 | Martina Navratilova Lisa Raymond | Cara Black Rennae Stubbs      | 6:2, 7:5      |